# Graumannscher Münzfuß

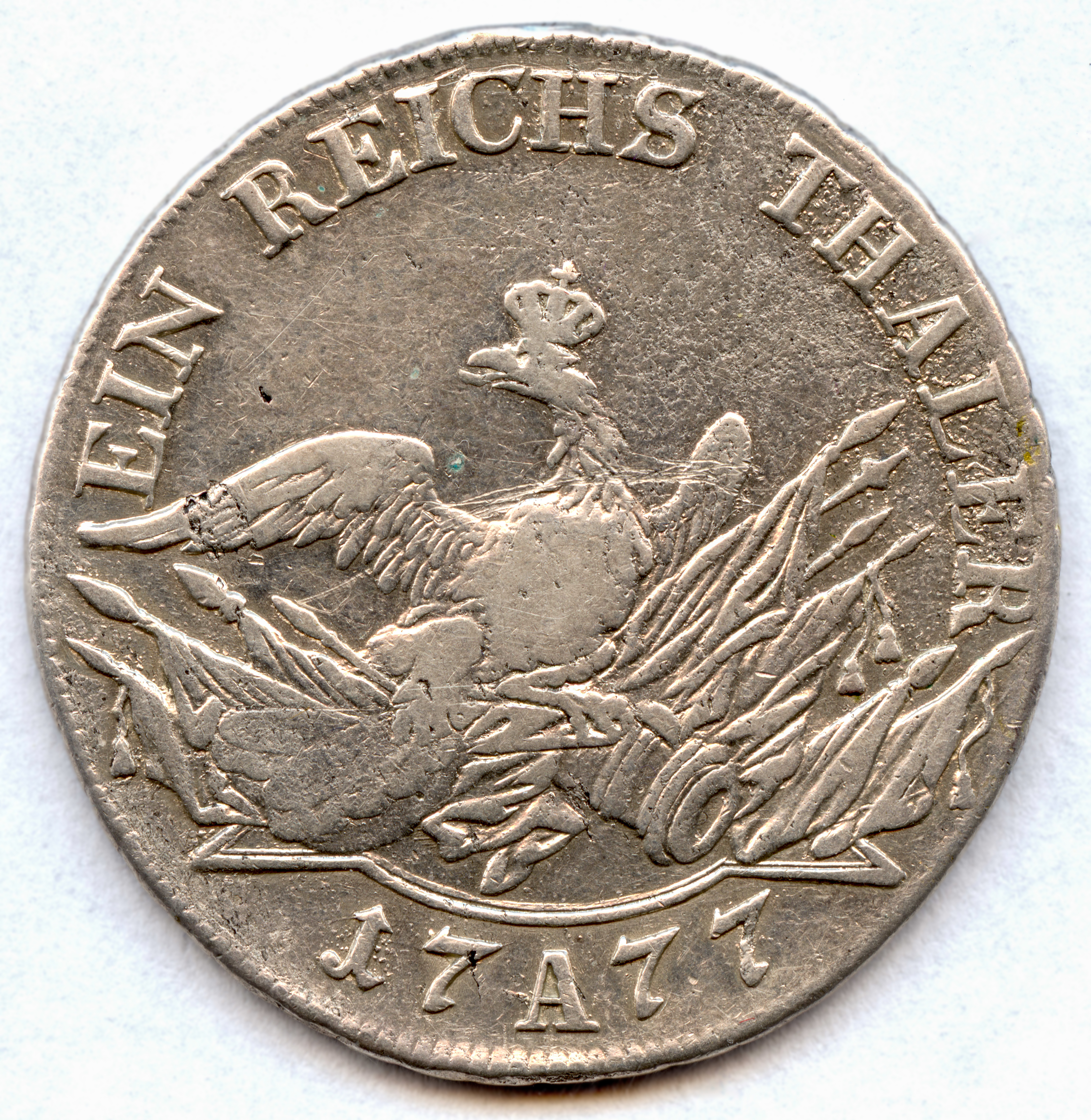
Ein „Reichs Thaler“ Friedrichs II. von 1777

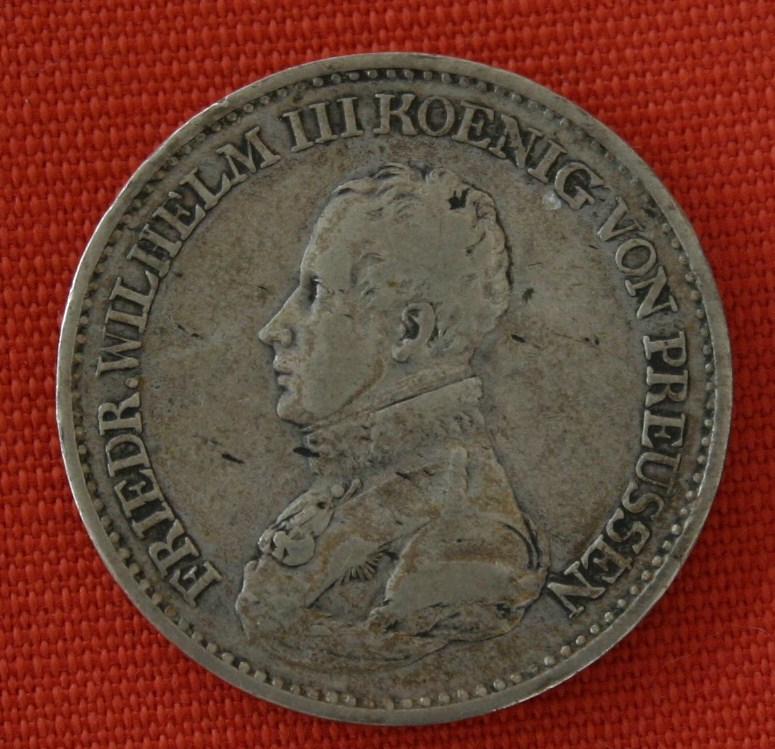
Preußischer Reichstaler von 1819 nach dem Graumannschen Münzfuß

Der Graumann’sche Münzfuß ist ein vom preußischen Generalmünzmeister Johann Philipp Graumann entwickelter Münzfuß. Nach dem Graumann’schen Münzfuß wurden ab 1750 aus einer feinen kölnischen Mark Silber 14 preußische Reichstaler geprägt. Der Graumann’sche Münzfuß wird daher auch 14-Taler-Münzfuß oder kurz 14-Taler-Fuß genannt. Die Entwicklung eines einheitlichen deutschen Münzsystems im 18. und 19. Jahrhundert wurde maßgeblich vom Graumann’schen Münzfuß beeinflusst.
Eine Kurzbezeichnung ist Graumann’scher Fuß.

## Graumann’scher Münzfuß und preußischer Reichstaler

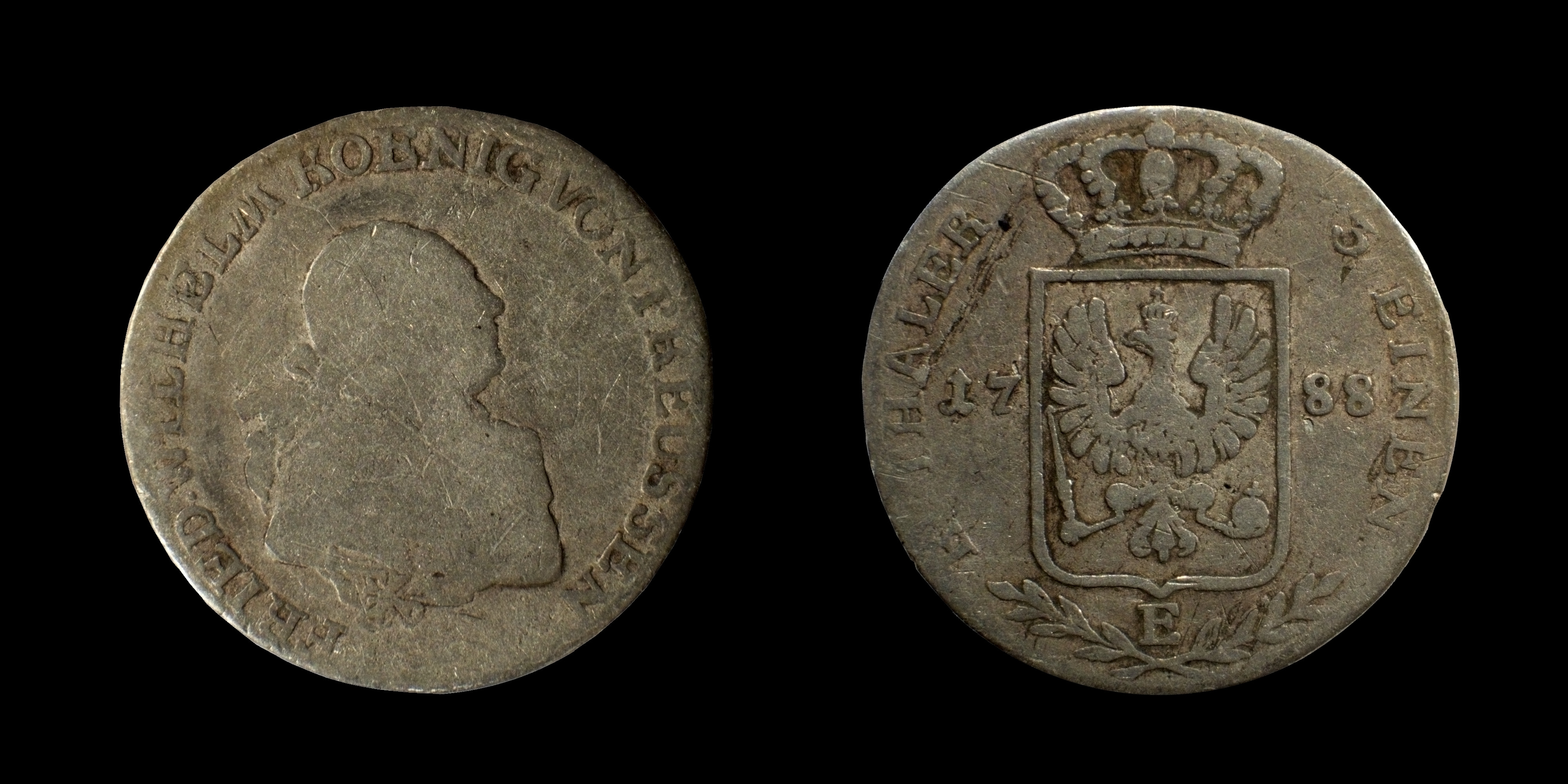
preußischer Reichstaler nach dem Graumann’schen Münzfuß

Kurz vor der Mitte des 18. Jahrhunderts warb Friedrich II. von Preußen den Münzmeister Graumann aus Braunschweig-Lüneburg ab. Ihm wurde die Aufgabe zugewiesen, ein praktikables Münzsystem zu entwickeln. Es sollte das vorherige Münzsystem ablösen, das auf dem Leipziger Münzfuß, einem 12-Taler-Fuß, beruhte.
Der Reichstaler nach dem Graumann’schen Münzfuß war eine von zehn deutschen Talersorten in der Spätphase des Heiligen Römischen Reichs. Die Bedeutung des Graumann’schen Münzfußes ergibt sich aus der Tatsache, dass er Grundlage der „zukunftsträchtigsten Talermünze“ der damaligen Zeit war. Vor allem war er ab 1831 Grundlage der Bestrebungen im Deutschen Zollverein, der von Preußen geführt wurde, zu einem einheitlicheren deutschen Münzsystem zu gelangen.
Die preußischen Reichstaler wurden bis 1856 geprägt. Zu den nach dem Graumann’schen Münzfuß ausgebrachten Kleinmünzen gehörte bis 1821 in den meisten, aber nicht allen preußischen Provinzen der Gute Groschen. 24 Gute Groschen ergeben einen preußischen Reichstaler. Ab 1821 wurde in Preußen einheitlich der Reichstaler im 14-Taler-Fuß in 30 Silbergroschen eingeteilt.

## Der 14-Taler-Münzfuß ab 1834
Ab 1834 übernahmen alle Länder mit Talerwährung, die dem Deutschen Zollverein angehörten, den Graumann’schen 14-Taler-Münzfuß. Auch Länder, die dem Zollverein zunächst nicht angehörten, schlossen sich an (Hannover 1834; die beiden mecklenburgischen Länder 1848). Diese Angleichung strahlte auch auf die süddeutschen Länder mit Guldenwährung aus. 1837 entschlossen sie sich zur Bildung des Süddeutschen Münzvereins, die einen 24½-Gulden-Münzfuß für die Guldenprägung vorschrieb. Diese Festlegung erfolgte so, dass 1838 im Dresdner Münzvertrag eine gemeinsame Münze der Gulden- wie der Talerländer definiert werden konnte: die Vereinsmünze zu 7 Stück aus der Mark fein. Die Vereinsmünze war daher ein 2-Taler-Stück („Doppeltaler“) nach dem Graumann’schen Münzfuß und gleichzeitig ein 3½-Gulden-Stück.
Siehe auch: Sächsische Münzgeschichte#Prägung im 14-Taler-Fuß (1839–1856)

## Wirken nach Umstellung auf das Zollpfund 1857
Durch den Wiener Münzvertrag wurde 1857 in Bezug auf die Silbergroßmünzen ein weitgehend einheitlicher Währungsraum „zwischen Adria und Ostsee“ geschaffen. Der neue Münzfuß wurde dabei so gewählt, dass sich der Feingehalt der sich ergebenden Talermünzen fast nicht von dem der älteren Vereinstaler (siehe oben) unterschied. Dies wurde erreicht, indem der Übergang von der kölnischen Gewichtsmark auf das Zollpfund zu 500 g mit einem 30-Taler-Münzfuß kombiniert wurde.
In modifizierter Form wurden so Talermünzen im 14-Taler-Fuß bis 1871 geprägt. Der Einfluss setzt sich auch in der nachfolgenden Markwährung des Deutschen Reichs fort: Die Definition des Goldstandards der Mark geht von einem Drittel des Werts eines Silbertalers nach dem Graumann’schen Münzfuß aus.